# São Tomé és Príncipe-i labdarúgó-válogatott
A São Tomé és Príncipe-i labdarúgó-válogatott São Tomé és Príncipe nemzeti csapata, amelyet a São Tomé és Príncipe-i labdarúgó-szövetség (portugálul: Federação Santomense de Futebol) irányít. Eddig még nem vett részt sem a labdarúgó-világbajnokságon, sem pedig az afrikai kontinensviadalon. Mivel 2003. november 16-a óta, azaz több, mint négy éve nem játszott egyetlen hivatalos mérkőzést sem, a Nemzetközi Labdarúgó-szövetség szabályainak értelmében nem szerepel a világranglistán.

## Történelem
Az 1975-ig portugál gyarmat szigetország labdarúgó válogatottja 1976. június 29-én a közép-afrikai játékok csoportkörében játszotta első mérkőzését Csád ellen, amelyen 5-0-s arányban alulmaradtak. A folytatás sem tartogatott meglepetést: előbb történelmi jelentőségű 11-0-s vereséget szenvedtek Kongó ellenében, majd egy izgalmas, a csoport harmadik helyéért folyó harcban, 2-1-es arányban maradtak alul a Közép-afrikai Köztársaság labdarúgó-válogatottja ellen. A tornát az atlanti-óceáni ország nemzetközi labdarúgóéletére jellemző tízéves szünet követte, amely hátterében szinte mindig a honi labdarúgó élet rendezetlensége és anyagi nehézségek húzódtak.
São Tomé és Príncipe 1998 és 2003 között játszotta labdarúgó-mérkőzéseinek döntő hányadát. 1998. augusztus 2-án játszották első afrikai nemzetek kupája-selejtező mérkőzésüket Togo ellen, és mindkét mérkőzésüket el is vesztették az akkor már jóval erősebbnek számító riválisukkal szemben (0-4 és 0-2). A labdarúgó-válogatott első hivatalos győzelmét 1999. november 14-én jegyezték fel az UNIFAC-kupa utolsó csoportmérkőzésén Egyenlítői-Guinea csapata ellen (2-0).
São Tomé és Príncipe világbajnoki-selejtezőn történt bemutatkozása jól sikerült, hiszen a 2000. április 4-én rendezett São Tomé-i találkozón a hazai csapat 2-0-s arányban múlta felül Sierra Leone válogatottját. A visszavágó sikertelensége ellenére (4-0-s vereség) úgy tűnt, hogy a São Tomé és Príncipe-i labdarúgás a fejlődés útjára lépett. Sajnos az ország rendezetlen labdarúgó élete, illetve a fokozódó anyagi nehézségek a válogatott számtalan visszaléptetésére adtak okot, így jelenleg a válogatott - mivel 4 éve nem játszott egyetlen hivatalos mérkőzést sem - nem szerepel az aktuális FIFA-világranglistán.

## Világbajnoki szereplés
- 1930 - 1990: Nem indult.
- 1994: Visszalépett.
- 1998: Nem indult.
- 2002: Nem jutott be.
- 2006: Nem jutott be.
- 2010: Visszalépett.
- 2014: Nem jutott be.
- 2018: Nem jutott be.

## Afrikai nemzetek kupája-szereplés
- 1957 - 1998: Nem indult.
- 2000: Nem jutott be.
- 2002: Nem jutott be.
- 2004: Visszalépett.
- 2006: Nem jutott be.
- 2008: Nem indult.
- 2010: Visszalépett.
- 2012: Nem indult.
- 2013: Nem jutott be.
- 2015: Nem jutott be.

## Mérkőzések

### Következő mérkőzések
| Időpont | Kiírás | Helyszín | Ellenfél |
| ------- | ------ | -------- | -------- |
|         |        |          |          |

## Külső hivatkozások
- São Tomé és Príncipe-i Labdarúgó-szövetség - hivatalos oldal Archiválva 2018. december 14-i dátummal a Wayback Machine-ben (angolul) (franciául) (portugálul)
- São Tomé és Príncipe a FIFA.com-on Archiválva 2012. augusztus 20-i dátummal a Wayback Machine-ben (angolul)
- São Tomé és Príncipe a cafonline.com-on (angolul)
- São Tomé és Príncipe mérkőzéseinek eredményei az rsssf.com-on (angolul)
- São Tomé és Príncipe mérkőzéseinek eredményei az EloRatings.net-en (angolul)
- São Tomé és Príncipe a national-football-teams.com-on (angolul)
- São Tomé és Príncipe a welfussball.de-en[halott link] (németül)

1. ↑  The FIFA/Coca-Cola World Ranking. FIFA
2. ↑  World Football Elo Ratings. eloratings.net